# Москаленко Анатолій Іванович
Москаленко Анатолій Іванович, к.ек.н. (1987), доц., кол. нар. деп. України; заст. голови Всеукр. об'єднання «Громада».

## Життєпис
Народився 17 лютого 1942 року в Кривому Розі; українець. Батько Москаленко Іван Іванович (1916—1980) — комбайнер, тракторист; мати Москаленко (до шлюбу Шнайдер) Раїса Іванівна (1919—1971) — доярка; дружина Москаленко (до шлюбу Коняхіна) Алла Микитівна (1947 - 2017) — біологиня, вчителька; син Москаленко Андрій Анатолійович(1967) — економіст, менеджер, в подальшому священник; дочка Безталанна Оксана Анатоліївна (1972) — юристка, нотаріус. Онуки: Москаленко Єгор Андрійович (1990) — адвокат; Москаленко Дмитро Андрійович (1993) — менеджер; Безталанна Анастасія Андріївна (1997) — менеджерка.
Освіта: Кримський педагогічний інститутт, історичний факультет (1967—1971), історик; Дніпроп. держ. ун-т, ек. ф-т (1972—1975); аспір. Академії сусп. наук при ЦК КПРС, ек. ф-т (1984—1987); канд. дис. «Соціальні аспекти управління реконструкцією гірничорудних підприємств» (1987).
Народний депутат України 2 скликання з 07.1994 (2-й тур) до 04.1998, П'ятихатський виборчий округ N 104, Дніпроп. обл., висун. тр. кол. Гол. підком-ту з питань аналізу і контролю бюджетного забезпечення науки та освіти Ком-ту з питань бюджету. Координатор групи «Єдність». На час виборів: директор держ. підприємства «Дніпропетровський обласний діловий центр».
- Служив в армії.
- З 1965 — електрослюсар, комбінат «Криворіжсталь».
- З 1967 — на комсомольській роботі.
- З 1972 — в Дніпроп. ОК КПУ.
- З 08.1980 — 1-й секр., Саксаганський РК КПУ.
- З 07.1982 — 2-й секр., Криворізький МК КПУ.
- З 08.1987 — 1-й секр., Жовтоводський МК КПУ.
- З 1990 — нач. відділу соц. розвитку, Дніпроп. облвиконком; нач. відділу цін і цінової політики, Дніпроп. облдержадмін.
- З 06.1993 — дир., ДП «Дніпропетровський обласний діловий центр».

Автор 10 наукових робіт.
Нагороджений Орденом «Знак Пошани».

## Джерело
- ВРУ [Архівовано 13 листопада 2020 у Wayback Machine.]